# Mike Carey
Mike Carey (nacido en Liverpool en 1959) es un escritor inglés de cómics, novelas y películas.

## Juventud
Carey nació en Liverpool, Inglaterra, en 1959. Él mismo se describe a sí mismo en su niñez como "uno de esos niños ominosamente callados... que vivía tanto dentro de mi propia cabeza que sólo tenía vestigios de extremidades". Como niño, se interesó en los cómics, escribiendo y dibujando historias rudimentarias para entretener a su hermano menor. Estudió Literatura inglesa en el St Peter's College, Oxford, antes de convertirse en profesor. Continuó enseñando durante 15 años antes de convertirse en guionista de cómics profesional.

## Carrera

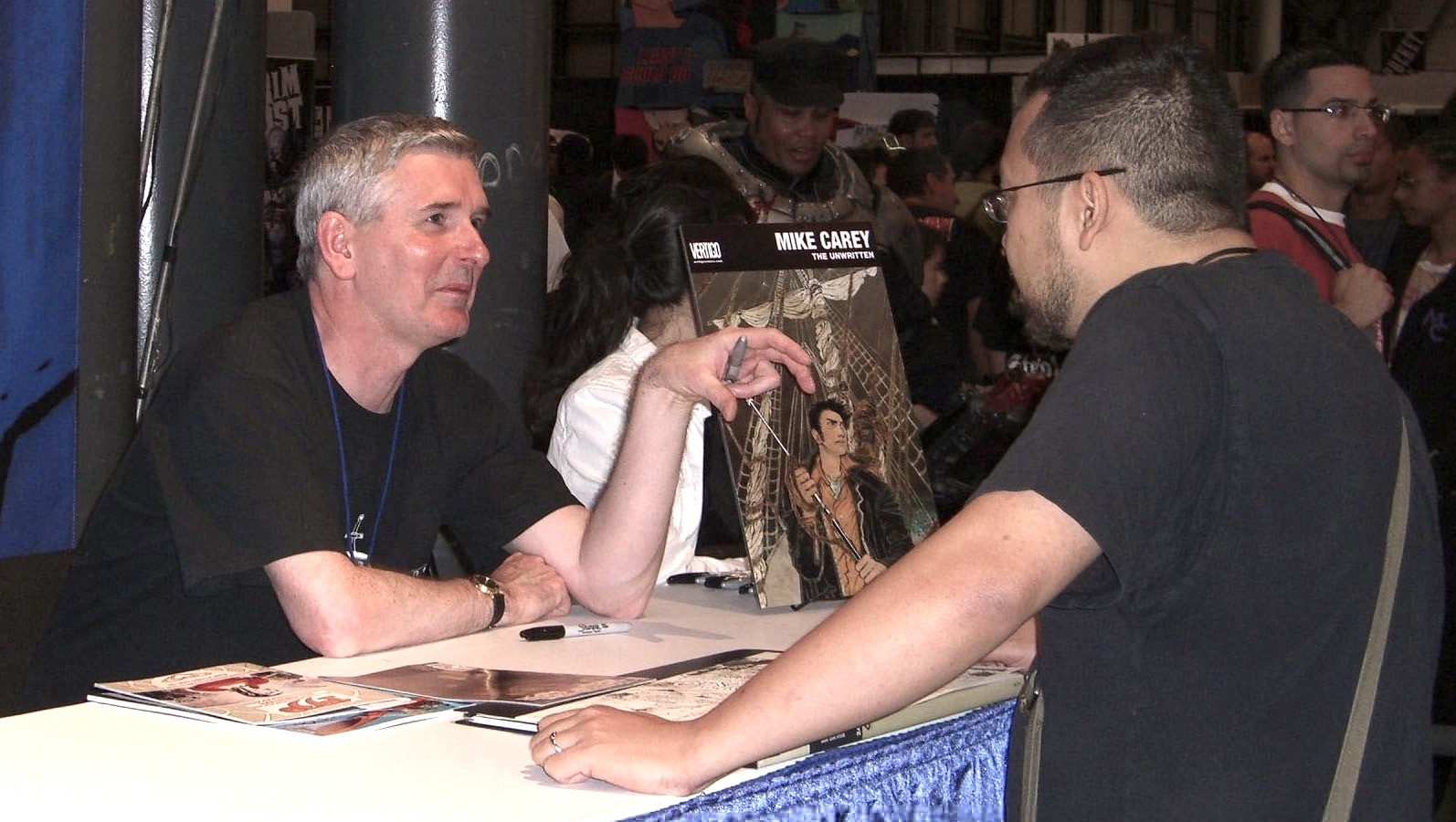
Mike Carey en la convención de cómics de Nueva York en Manhattan el 10 de octubre de 2010.

Tras una serie de colaboraciones esporádicas para editoriales de cómics independientes, incluyendo un cómic biográfico sobre Ozzy Osbourne y una fantasía sobre el grupo Pantera, Carey consiguió un empleo regular en 2000 AD, donde creó las series Th1rt3en y Carver Hale.
Para la línea Vertigo de DC Comics, Carey escribió la serie completa Lucifer, galardonada con el Premio Eisner, y los números 175 a 215 y 229 de Hellblazer, una etapa sólo superada en cuanto a extensión por Peter Milligan, Garth Ennis y Jamie Delano. También escribió las novelas gráficas The Sandman presenta: Las Furias, con John Bolton, y Hellblazer: Todas sus máquinas, con Leonardo Manco.
Posteriormente, fue el guionista regular de las series de Marvel Comics X-Men: Legacy, junto al dibujante Scot Eaton, y Ultimate Fantastic Four.
También realizó tres series adicionales para Vertigo: Faker, una miniserie de seis números dibujada por Jock; una segunda novela gráfica, God Save the Queen, con John Bolton, protagonizada por la Reina Titania, Oberon, Puck, Nuala y Cluracan, personajes surgidos de The Sandman y Los libros de la magia; y Crossing Midnight, con Jim Fern. En septiembre de 2006, publicó la largamente retrasada Wetworks: Worldstorm con Whilce Portacio para Wildstorm Comics. También fue uno de los primeros autores de la línea Minx, para DC Comics, dedicada a chicas adolescentes, para la que coescribió una serie junto a su hija, Louise.
En 2008, Carey trabajó en varios spin-offs de Invasión secreta, un crossover de Marvel, que incluyeron una historia de 8 páginas en el especial antológico Invasión secreta: ¿En quién confías?, protagonizada por Abigail Brand, de S.W.O.R.D., y una miniserie de cuatro números,  Invasión secreta: X-Men. Ese mismo año empezó a escribir Queen's Rook, la primera serie de la línea Coalition Comix, publicada por Virgin Comics en MySpace, donde los usuarios podían sugerir ideas para un cómic que después se realizaría. También escribió "Engaño oscuro", un crossover que se publicó en X-Men: Legacy y Lobezno: Orígenes, y que culminó en X-Men: Pecado original, actualizó el origen de la Bestia en X-Men: Orígenes, escribió una historia sobre el Hombre de Hielo en X-Men: Destino manifiesto, y adaptó al cómic el libro La Sombra de Ender. de Orson Scott Card. Por otro lado, creó para Vertigo la serie The Unwritten, que empezó a publicarse en mayo de 2009, con dibujos de Peter Gross y portadas de Yuko Shimizu.
La primera novela de Carey, The Devil You Know, se publicó en el Reino Unido por Orbit books en abril de 2006, y en los Estados Unidos en julio de 2007. Su secuela, Vicious Circle, se publicó en octubre de 2006, y las siguientes tres novelas de la serie, Dead Men's Boots, Thicker Than Water, y The Naming of the Beasts, se publicaron en septiembre de 2007, marzo de 2009 y septiembre de 2009, respectivamente.
La primera película de Carey, la historia erótica de fantasmas Frost Flowers, estaba en preproducción en junio de 2006, y su rodaje estaba previsto para empezar en septiembre de ese año, dirigida por Andrea Vecchiato, pero el proyecto colapsó antes de que empezara su producción. Carey también trabajó para una serie de televisión proyectada del cómic The Stranded, la primera coproducción entre Virgin Comics y la cadena Syfy, pero el proyecto no llegó a fructificar. 
En 2011 escribió un crossover entre X-Men Legacy y Los Nuevos Mutantes llamado La era de X. En agosto de 2011, Marvel anunció que Mike Carey dejaba X-Men-Legacy.
En enero de 2014, Carery publicó una nueva novela, Melanie: Una novela de zombis (The Girl with All the Gifts). Se publicó con éxito crítico y más adelante, en ese mismo año, se anunció una adaptación cinematográfica de la misma. El rodaje empezó en mayo de 2015, con Sennia Nanua en el papel principal, Gemma Arterton como Helen Justineau, Glenn Close como Caroline Caldwell, y Paddy Considine como el Sargento Parks. El veterano director televisivo Colm McCarthy dirigió la película.